# Friedrich V. (Brandenburg-Ansbach-Kulmbach)

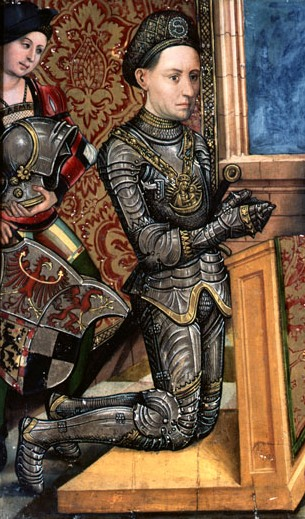
Markgraf Friedrich der Ältere

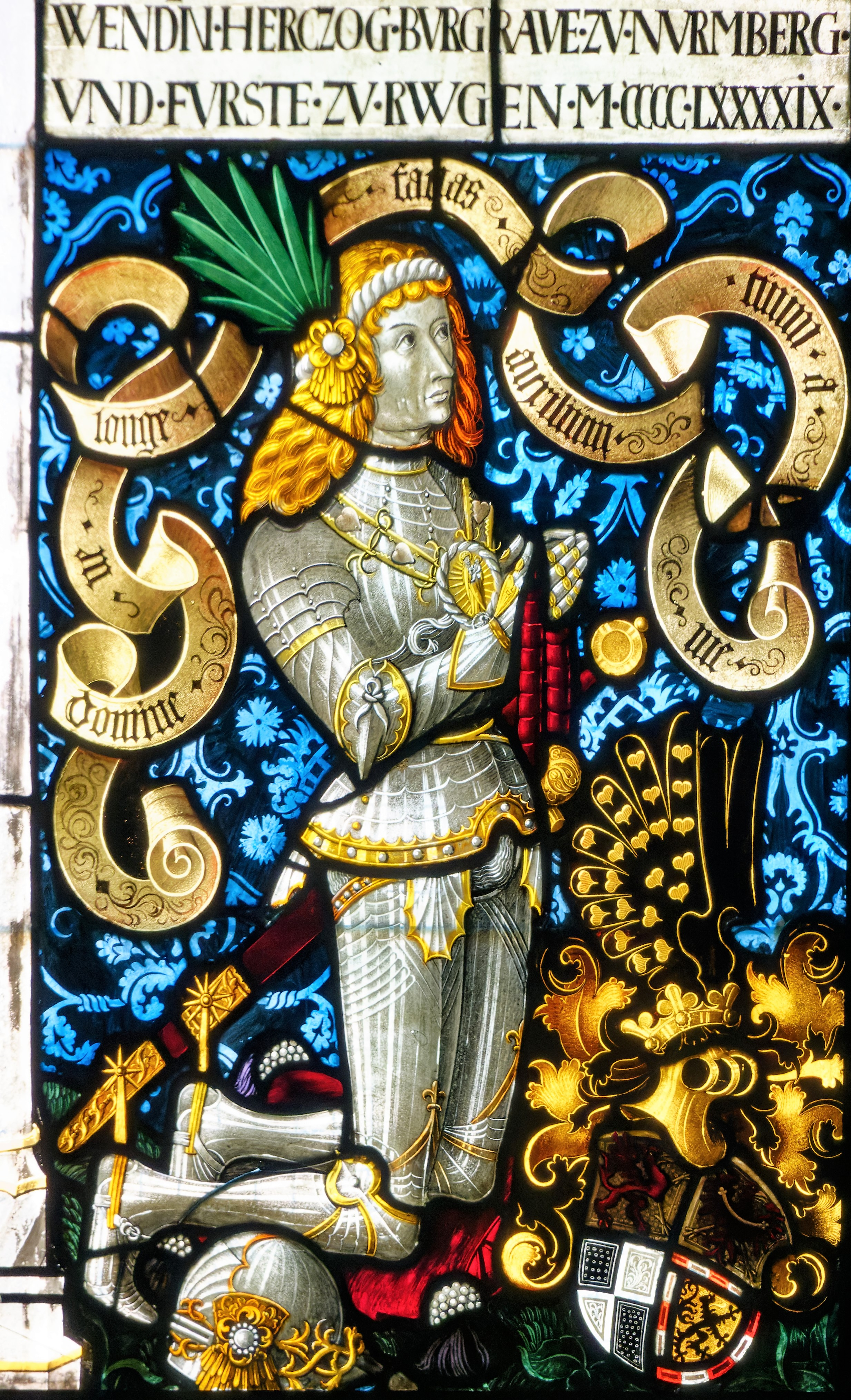
Friedrich von Brandenburg-Ansbach (Kirchenfenster, Langenburg, um 1500 von Hans Kamberger)

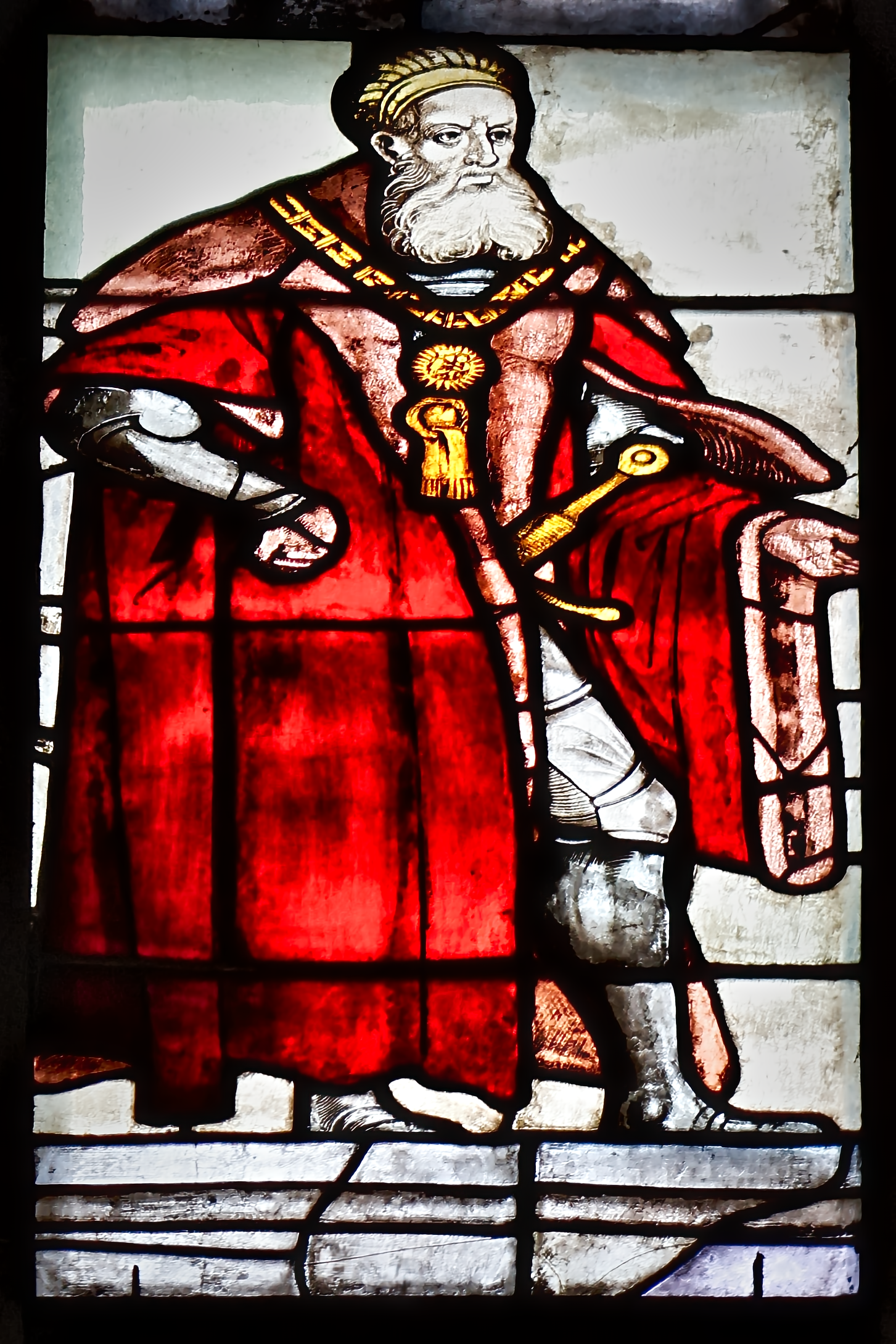
Darstellung Friedrichs II. im Markgrafenfenster von St. Sebald in Nürnberg, Arbeit von Hans Süß 1515

Friedrich V. von Brandenburg, genannt „der Ältere“ (* 8. Mai 1460 in Ansbach; † 4. April 1536 ebenda), war Markgraf von Brandenburg-Ansbach von 1486 bis 1515 und Markgraf von Brandenburg-Kulmbach von 1495 bis 1515. Er gehörte der brandenburgischen Linie der Hohenzollern an.

## Leben
Friedrich war der zweite Sohn des brandenburgischen Kurfürsten Albrecht Achilles (1414–1486) aus dessen zweiter Ehe mit Anna (1436–1512), Tochter des Kurfürsten Friedrich II. von Sachsen. Nach dem 1473 festgeschriebenen Hausgesetz sollte Friedrichs älterer Halbbruder Johann Cicero die Kurmark regieren, die fränkischen Besitzungen waren für Friedrich und seine jüngeren Brüder bestimmt.
Nach dem Tod seines Vaters wurde er 1486 Markgraf von Brandenburg-Ansbach. Nach dem Tod seines Bruders Siegmund, mit dem er gemeinsam regiert hatte, wurde er 1495 auch Markgraf von Brandenburg-Kulmbach. Die Guttenberger Fehde veranlasste ihn, die Wartordnung von 1498 zu erlassen.
Wegen seines verschwenderischen Lebensstils, der daraus resultierenden Schulden des Landes und seines in seinen letzten Regierungsjahren zunehmenden cholerischen Temperaments wurde er 1515 von seinen Söhnen Kasimir und Georg abgesetzt und 13 Jahre gefangen gehalten. Bis zu Kasimirs Tod 1527 war er auf der Plassenburg und wurde schließlich auf seinen Wunsch von Georg nach Ansbach gebracht, wo er 1536 starb.

## Nachkommen
Friedrich heiratete am 14. Februar 1479 in Frankfurt an der Oder Prinzessin Sofia von Polen (1464–1512), Tochter des Königs Kasimir IV. von Polen, mit der er folgende Kinder hatte:
- Elisabeth (*/† 1480)
- Kasimir (1481–1527), Markgraf von Brandenburg-Kulmbach

⚭ 1518 Prinzessin Susanna von Bayern (1502–1543)
- Margarete (1483–1532)
- Georg der Fromme (1484–1543), Markgraf von Brandenburg-Ansbach

⚭ 1. 1509 Beatrice de Frangepan (1480–1510)
⚭ 2. 1525 Prinzessin Hedwig von Münsterberg-Oels (1508–1531)
⚭ 3. 1532 Prinzessin Aemilia von Sachsen (1516–1591)
- Sophie (1485–1537)

⚭ 1518 Herzog Friedrich II. von Liegnitz (1480–1547)
- Anna (1487–1539)

⚭ 1518 Herzog Wenzel II. von Teschen
- Barbara (1488–1490)
- Albrecht (1490–1568), Hochmeister des Deutschen Ordens und erster Herzog von Preußen

⚭ 1. 1526 Prinzessin Dorothea von Dänemark (1504–1547)
⚭ 2. 1550 Prinzessin Anna Maria von Braunschweig-Calenberg (1532–1568)
- Friedrich (1491–1497)
- Johann (1493–1525), Vizekönig von Valencia

⚭ 1519 Germaine de Foix (1490–1536/38)
- Elisabeth (1494–1518)

⚭ 1510 Markgraf Ernst I. von Baden-Durlach (1482–1553)
- Barbara (1495–1552)

⚭ 1528 Landgraf Georg III. von Leuchtenberg (1502–1555)
- Friedrich (1497–1536), Chorherr in Würzburg und Salzburg
- Wilhelm (1498–1563), Erzbischof von Riga
- Johann Albrecht (1499–1550), Erzbischof von Magdeburg
- Friedrich Albrecht (1501–1504)
- Gumprecht (1503–1528), Bamberger Domherr, päpstlicher Gesandter